# Louis Antoine de Poirot
Louis Antoine de Poirot (francès: Louis-Antoine de Poirot)  (Lorena, 23 d'octubre de 1735 - Pequín, 13 de desembre de 1813) fou un jesuïta francès, pintor, missioner a la Xina durant el regnat de l'emperadors Qianlong i Jiajing de la Dinastia Ming.

## Biografia
Louis Antoine de Poirot va néixer el 23 d'octubre de 1735 a Lorraine (França). El 9 de juliol de 1756 va entrar al noviciat de la Companyia de Jesús a Roma. Abans d'anar a la Xina va treballar com a professor en diversos col·legis dels jesuïtes a Fermo, Fabri, Macerata i Perusa.
El1765 ó 1766 va ser ordenat sacerdot. El 20 de març de 1770 va embarcar a Loriant rumb a la Xina; va arribar a Canton el 20 d'octubre de 1770 i a Pequín el 29 de setembre de 1771.
Va morir a Pequín el 13 de desembre de 1813.

### Activitat a la Xina i la supressió de la Companyia de Jesús
De fet l'activitat de De Poirot a la Xina va desenvolupar-se un cop els jesuïtes ja havien estat suprimits a Europa (Portugal 1759, França 1764) i just abans de l'onada anti-cristiana a la Xina (1784-85) a finals del regnat de l'emperador Qianlong (1735 - 1796).
Louis Antoine Poirot va adoptar el nom xinès de He Qingtai (賀清泰) A la Cort Imperial va treballar com a pintor i traductor-interpret i va rebre el títol de mandarí de 6è classe. A part de la seva activitat com pintor, Poirot va traduir el l'Antic Testament i el Nou Testament al mandarí i al tàtar.

### Els lazaristes, els bens dels jesuïtes i el rei de França
Després de la supressió de la Companyia de Jesús, la Congregació de Propaganda Fide no va poder trobar una congregació religiosa que substituís els antics jesuïtes a Pequín, fins que La Congregació de les Missions, comunament anomenada Lazaristes o Vicencians (Sant Vicenç de Pau), van acceptar aquesta missió. El 8 de maig, de 1785 el nou bisbe de Pequín, Alexis de Gouvea, franciscà portuguès, va promulgar un decret de la Congregació de Propaganda, que traslladava les cases, les esglésies i les propietats de l'extinta Companyia de Jesús a Pequín als lazaristes. François Bourgeois, Joseph-Marie Amiot, Ventavon i Giuseppe Panzi i Poirot, tots van continuar treballant per a l'Emperador al palau imperial.
Davant de la nova situació tots els antics missioners, com Michel Benoist, François-Marie d'Ollières, Pierre Martial Cibot,i Jean-Paul Collas i el seu superior, Bourgeois, amb els sacerdots xinesos, van adoptar el criteri de Joseph-Marie Amiot, i van decidir "primer no canviar qualsevol cosa en la seva forma de vida fins a la notificació oficial del document, per no cedir res dels béns de la missió als propagandistes abans d’haver rebut l’ordre definitiva"
A mesura que es va dissoldre la Companyia, el papa va ordenar que s'acabés l’autoritat de tots els superiors jesuïtes, tant en qüestions eclesiàstiques com temporals. François Bourgeois tot i que renunciar al seu càrrec de superior va continuar administrant els béns de les missions franceses, amb una activitat molt centrada en els temes econòmics (hi ha molta documentació escrita per Bourgeois sobre l'estat i la distribució de les despeses) i amb el vist-i-plau del rei de França Lluís XIV, però Poirot amb altres jesuïtes francesos, com Baptiste-Joseph Grammon i Jean-Matthieu Tournu Ventavon, van oposar-se a l'actuació de Bourgeois, amb l'amenaça de remetre l'assumpte a l'emperador de la Xina, si el rei de França donava suport a que fos Bourgeois l'administrador dels bens dels jesuïtes. Al final Poirot i els seus partidaris van guanyar i van assolir l’administració dels béns de la missió, apartant a Bourgeois d’ella i la propietat de la missió francesa, la seva casa, la seva església, els seus edificis a Pequín, les seves terres fora de la capital, els ingressos que Lluís XVI els servia des del 1776, tot va passar a mans dels lazaristes,